# Ahrenshöft
Ahrenshöft (fryz. Oornshaud, duń. Arnshøft) – gmina w Niemczech w kraju związkowym Szlezwik-Holsztyn, w powiecie Nordfriesland, wchodzi w skład urzędu Mittleres Nordfriesland.